# رويول
تعد رويول شركة عالمية لتصنيع أجهزة العرض وأجهزة الاستشعار المرنة بالكامل والتي يمكن استخدامها في مجموعة من منتجات واجهة الجهاز البشري، بما في ذلك الهواتف الذكية القابلة للطي والأجهزة الذكية الأخرى.

## التاريخ
تأسست رويول على يد خريجي الهندسة في جامعة ستانفورد في عام 2012.
تنتج الشركة، المدعومة من قبل المستثمرين بما في ذلك IDG Capital وAMTD Group وKnight Capital، شاشات مرنة بالكامل في الحجم من حرم الإنتاج الضخم شبه G6 الذي تبلغ مساحته 4.5 مليون قدم مربع في مدينة Shenzhen بالصين باستثمارات إجمالية قدرها 1.7 مليار دولار.
رويول لديها مكاتب في فريمونت، كاليفورنيا، هونغ كونغ، وشنتشن، الصين.

## جوائز
حصلت رويول على جوائز عالمية في مجال الصناعة، بما في ذلك جوائز Red Dot وجوائز التصميم الدولي، على ابتكاراتها التكنولوجية ونموها السريع.